# Mesene monostigma
Mesene monostigma is een vlindersoort uit de familie van de prachtvlinders (Riodinidae), onderfamilie Riodininae.
Mesene monostigma werd in 1849 beschreven door Erichson.